# 奇跡 (1955年の映画)
『奇跡』（きせき、Ordet）は、1955年に公開されたカール・テオドア・ドライヤー監督のデンマークの映画。ヴェネツィア国際映画祭で、金獅子賞を受賞している。キネマ旬報ベスト・テン7位

## ストーリー
物語の舞台は1925年のデンマーク。モルテン・ボーエンは信心深く、年老いて足もとがおぼつかなくなってはいるが息子達を率いて農場を経営している。長男のミケルは父とともに農場で働いているが、神の存在を信じず、父のモルテンはそのことを不満に思っている。ミケルの妻のインガは心のやさしいしっかりした女性。夫婦には二人の娘があり、インガのお腹には三人目の子がいるが、モルテンは次は男の子を産んでほしいと願っている。次男のヨハネスは頭脳明晰で牧師になるため勉強をしていたがやがて精神に異常をきたし、今は自分をキリストと同一視して聖書のことばを暗唱しながら家の中を歩き回り、ときには家を抜け出して野をさまよっている。父のモルテンは息子を牧師にするために勉強させた過去を悔いている。三男のアーナスはアンネという女性と恋仲になっているが、アンネの父である仕立て屋のペーターはモルテンと異なる宗派を深く信仰しているため、娘のアンネがアーナスとつきあうことを認めていない。
アンネとのことで悩むアーナスはインガに相談し、アドバイスをうけてペーターの家へ向かい、アンネとの結婚を認めてくれるよう頼むが、すげなく断られてしまう。一方インガは義父のモルテンにアーナスとアンネのことを話すが、モルテンも宗派の違いを理由に首を縦に振ろうとしない。しかし、帰宅したアーナスがペーターに追い帰されたことを告げるとモルテンは態度を一変させ、自分がペーターを説得すると言って出かけていく。
穏やかに話を始めたモルテンとペーターだったが、宗教的な価値観の違いから口論になり、アーナスとアンネの結婚話はまとまらないままモルテンが帰ろうとしたところに農場から電話がかかってくる。産気づいたインガの体調が急に悪化したという知らせだった。
呼ばれた医師の処置もむなしく、お腹の中の男の子の命は助からなかった。それでもインガの体調が落ち着いたことで家族はほっとする。しかし次男のヨハネスはインガの死を予言し、みなが心から祈れば生き返ると告げる。そして医師が帰ったあと、インガは体調が急変して死んでしまう。家族のみなが悲しむ中、ヨハネスは不吉なことばを繰り返すが誰も聞こうとはしない。ただミケルとインガの長女だけがその言葉を信じ、インガを生き返らせてほしいとヨハネスに告げる。ヨハネスは夜更けに窓から家を出ていき、家族はヨハネスの名を呼びながらあちこちを探し回るがみつからない。
葬儀の日、棺におさめられたインガの周りで家族はなお悲しみにくれている。そこに仕立屋のペーターがアンネを連れてやってくる。過日の言動を反省したペーターはそのことを謝罪し、アーナスとアンネの結婚を認めることを告げに来たのだった。アーナスとアンネは喜び、モルテンとペーターは手を握って和解する。
やがて棺の蓋を閉じるときが近づいたころ、行方不明になっていたヨハネスが現れる。その様子はこれまでとまったく異なり、精神に異常をきたす前のヨハネスに戻っていた。しかし彼は、心から祈れば彼女は生き返ったのに皆がそうしなかったから彼女は土に帰るのだと、以前と同じことを言う。誰もが聞く耳を持たないが、彼の言葉を信じる長女に促されたヨハネスが棺の中のインガに声をかけると、やがてインガの頬がわずかに動き、組んでいた手が解かれ、やがてゆっくり目を開く。奇跡が本当に起こったことを喜ぶ一同に囲まれてミケルがインガの上半身を抱き起こし、二人はかたく抱き合うのだった。

## 出演者
- 農場主モルテン・ボーエン：ヘンリク・マルベルイ
- 長男ミケル：エミル・ハス・クリステンセン
- 次男ヨハネス：プレーベン・レーアドルフ・リュ
- 三男アーナス：カイ・クリスチャンセン
- 妻インガ：ビルギッテ・フェーダーシュピール
- アンネ：ゲルダ・ニールセン
- 仕立屋ペーター：アイナー・フェーダーシュピール（英語版）
- 医師：ヘンリー・スケアー
- 牧師：オヴェ・ラッド

## 制作
原作者カイ・ムンクは、デンマークの国民的劇作家にして牧師、反ナチの抵抗運動で殺された人であり、その代表的な戯曲『御言葉（オルデット）』は信仰と愛を問い続けたドライヤー監督が自らの問題として取り上げた。

## 受賞
- ヴェネツィア国際映画祭　サンマルコ金獅子賞
- 第13回ゴールデングローブ賞　外国語映画賞